# 20 Minuten
20 Minuten bzw. französisch 20 minutes und italienisch 20 minuti ist eine kostenlose Schweizer Boulevard- und Pendlerzeitung. Die deutschsprachige Ausgabe 20 Minuten wurde 1999 vom norwegischen Medienkonzern Schibsted gegründet. 2005 wurde sie vom Schweizer Medienunternehmen Tamedia (seit 1. Januar 2020 TX Group) übernommen. 2006 gründete Tamedia die französischsprachige Ausgabe 20 minutes und 2011 zusammen mit laRegione die italienischsprachige 20 minuti.
Die Pendlerzeitung erscheint bis Ende 2025 im Tabloidformat und präsentiert Nachrichten in kürzester und stark vereinfachter Form. Einen grösseren Stellenwert haben boulevardeske Geschichten und der Serviceteil. Die Zeitung wird in Zeitungsboxen an Bahnhöfen und in den Kernstädten sowie Agglomerationen nach dem Selbstbedienungsprinzip vertrieben. Sie ist im Vergleich zu anderen Titeln vor allem bei der jüngeren Leserschaft gefragt. Nicht minder beliebt ist die Onlineausgabe von 20 Minuten, für die es auch eigens eine mobile App gibt. Die neue nationale Redaktion wird sich 2026 komplett aufs Digitalgeschäft konzentrieren.
Der Name «20 Minuten» bezieht sich auf die Zeit, die ein Pendler durchschnittlich auf seinem Weg zur Arbeit im öffentlichen Verkehr verbringt und dabei Gelegenheit hat, Zeitung zu lesen.

## 20 Minuten

### Geschichte
Die Herausgebergesellschaft «20 Minuten (Schweiz) AG» bildeten Schibsted, die von Ernst Müller-Möhl gegründete «A&A Actienbank» und die britische Beteiligungsgesellschaft Apax zu gleichen Teilen. Die «A&A Actienbank» wurde 2002 wegen Verschuldung zwangsliquidiert. Ihren Anteil an 20 Minuten hatten nach dem Tod Müller-Möhls 2000 die Erben Müller-Möhl übernommen. 20 Minuten wurde erstmals am 13. Dezember 1999 im Raum Zürich veröffentlicht und verdrängte die kurz darauf gestartete Konkurrenzzeitung Metropol im Februar 2002 vom Markt. 20 Minuten wurde aber auch für die wichtigste Zeitung des Tamedia-Verlags, den Tages-Anzeiger, der erhebliche Einbussen an Abonnements und Lesern hinnehmen musste, zu einer Gefahr insbesondere für das Anzeigengeschäft.

Früheres Logo von 20 Minuten (bis Mai 2013)

2003 drohte Tamedia, auf Basis des zu 60 bzw. 40 % im Besitz von Tamedia und NZZ befindlichen, 1999 aus dem Amtsblatt Tagblatt der Stadt Zürich hervorgegangenen Zürich Express eine Pendlerzeitung unter dem Namen Express aufzubauen, und stellte dafür die Redaktoren an. Die Berner Zeitung übernahm 17,5 % der Herausgebergesellschaft «Express Zeitung AG». Die NZZ wollte sich nicht beteiligen (der Plan sah vor, den Zürich Express in das Tagblatt der Stadt Zürich zurückzuverwandeln und dem Express beizulegen). Gleichzeitig verhandelte Tamedia mit Schibsted über eine Beteiligung und Übernahme von 20 Minuten. Kurz bevor der Express am 24. März 2003 erscheinen sollte, gab Schibsted mit der Erfahrung aus dem Kölner Zeitungskrieg, wonach ein Verdrängungskampf kostspielig und gegen den lokalen Konkurrenten kaum zu gewinnen ist, nach. Tamedia und Berner Zeitung konnten sich beteiligen und die Zeitung 2005 ganz übernehmen.
Seit dem 15. Mai 2006 wurde 20 Minuten von der ebenfalls kostenlosen Abendzeitung von Ringier heute bzw. von deren am 2. Juni 2008 lancierter Nachfolgezeitung Blick am Abend konkurrenziert. 2007 startete als weitere Konkurrenz zu 20 Minuten die Gratiszeitung .ch, worauf Tamedia als Gegenmassnahme zusammen mit Basler und Berner Zeitung die Gratiszeitung News lancierte. Zwei Jahre später wurden nach dem Scheitern von .ch beide Zeitungen wieder eingestellt.
Ab 2018 bezog 20 Minuten den überregionalen Sport von der neuen Tamedia-Mantelredaktion unter Arthur Rutishauser (der weiterhin Chefredaktor der SonntagsZeitung war) und betrieb neu auch den Newsexpress, der alle deutschsprachigen Newsportale von Tamedia mit Breaking News, kurzen Agentur-Meldungen, Bildstrecken sowie Live-Tickern versorgt. Per 1. Juni 2021 gründete 20 Minuten ein eigenes Sportressort, die Leitung übernahm Tobias Wedermann.
Im Juli 2019 gab die Zeitung bekannt, dass Marco Boselli ab 2020 in die Unternehmensleitung von Tamedia (neu: TX Group) wechselt. Sein Nachfolger als Chefredaktor wurde Gaudenz Looser, der ab 2012 Blattmacher und ab 2016 stellvertretender Chefredaktor der Zeitung war. Auch Désirée Pomper und Lorenz Hanselmann waren Teil der dreiköpfigen Chefredaktion. Der als stellvertretender Chefredaktor tätige Lorenz Hanselmann verliess das Unternehmen per Ende März 2021.
Seit August 2022 ist Bernhard Brechbühl Geschäftsführer der 20-Minuten-Gruppe. Er kehrte nach zehn Jahren in das Unternehmen zurück, in dem er seine Laufbahn als Reporter begann und das er während rund zwölf Jahren mitgeprägt hatte. Als CEO löste er Marcel Kohler ab, der ab dem Übergabe-Zeitpunkt im Verwaltungsrat Einsitz nahm.
Am 1. Februar 2023 tauschten der bisherige Chefredaktor Gaudenz Looser und seine Stellvertreterin Désirée Pomper die Rollen. Désirée Pomper wurde die neue Chefredaktorin, und Gaudenz Looser wurde stellvertretender Chefredaktor. Die Führungsübergabe erfolgte auf Initiative von Gaudenz Looser. Am 25. Oktober 2023 kündigte die TX Group wegen der anhaltend tiefen Werbeeinnahmen Sparmassnahmen an, welche einen Stellenabbau von 35 Stellen enthalten. In der Folge protestierten am 31. Oktober 2023 mehr als 100 Mitarbeitende vor den Büros in Zürich und Lausanne. Sie forderten von der TX Group einen Sparstopp bis mindestens 2025.

### Erscheinen und Auflage
Es gibt fünf regionale Ausgaben, Basel, Bern, Luzern, St. Gallen und Zürich (2020 während der COVID-19-Pandemie kurzzeitig eingestellt). Der Mantelteil der Zeitung wird zentral in Zürich produziert; die Lokalredaktionen in den fünf Städten gestalten je zwei Seiten für ihre Regionalausgabe. Insgesamt hat die Zeitung rund 100 redaktionelle Mitarbeiter, je etwa 50 in der Print- und der Onlineredaktion.
Ab dem 30. Oktober 2008 lag jeweils am Freitagmittag das von «tilllate.com» produzierte People-Magazin 20 Minuten Friday in etwa 900 20-Minuten-Boxen sowie bei Vertriebspartnern auf. 2012 wurde «tilllate.com» zu 100 % in die «20 Minuten AG» integriert.
Ende 2019 wurde die Printausgabe von 20 Minuten Friday eingestellt. Per 1. Juni 2020 wurde auch die Onlineausgabe von 20 Minuten Friday eingestellt und mit dem Lifestyle-Ressort von 20 Minuten verschmolzen.
20 Minuten ist seit September 2004 die meistgelesene Tageszeitung der Schweiz mit einer WEMF-beglaubigten Auflage 2023 von 330'704 (Vj. 325'884) Exemplaren und einer Reichweite von 0,866 (Vj. 0,886) Mio. Lesern.
Wie alle gedruckten Tageszeitungen muss 20 Minuten seit einigen Jahren eine sinkende Auflage hinnehmen, wenn auch weniger stark als die Kaufzeitungen. Die Auflage fiel seit 2008 um 198'914 von 529'618 auf 330'704 Exemplare. Das entspricht einem Minus von 37,56 %. Besonders stark fiel die Auflage 2021 aufgrund der COVID-19-Pandemie, seither stieg sie wieder leicht.

Entwicklung der verbreiteten Auflage nach WEMF-Auflagebulletins (s. Details 2008 und 2023)

### Online
Die meisten Artikel werden auch auf der Website von 20min.ch veröffentlicht. Die Texte sind manchmal identisch, manchmal aber auch erweitert oder verkürzt. In sogenannten Bildstrecken wird oft zusätzliches Bildmaterial veröffentlicht. Auch erscheinen regelmässig Publireportagen (Werbung, die durch redaktionelle Aufmachung den Anschein eines redaktionellen Beitrages erwecken soll, in 20min.ch aber als «Publireportage» gekennzeichnet ist); möglich war eine Kombination mit 20 Minuten Friday, als dieses noch existierte. Die Besucher der Website haben manchmal die Möglichkeit, Artikel zu kommentieren.
Die Website wurde am 1. Dezember 2000 aufgeschaltet und erreichte 2021 gemäss der Nutzungsstudie WEMF Total Audience 2021-1 1,251 (Vj. 1,206) Mio. Unique Users/Tag. Es ist damit das meistgenutzte Newsportal der Schweiz.
Als Applikation ist 20 Minuten für iOS, Android und Windows Phone kostenlos herunterladbar. Seit November 2021 können Beiträge in der App durch eine automatisierte Übersetzung in englischer Sprache angezeigt werden, andere Sprachen folgten. Die App unterstützte von 2019 bis 2021 unter anderem die Werbefunktion Beem von der Swisscom. Ebenso gibt es für iOS-Geräte die TV-Screen-App von 20 Minuten Online.
Seit dem 1. November 2017 wird Benutzern von Desktop-Browsern mit eingeschaltetem Werbeblocker der Zugang zum Online-Angebot von 20 Minuten verwehrt. Dafür besteht die Möglichkeit, den Zugang für eine Woche ohne Werbung zu kaufen oder ein Werbevideo anzuschauen und somit Artikel für 60 Minuten freizuschalten.

### Kooperationen
Tamedia kooperiert auch im Bereich Kleinanzeigen mit Schibsted. 2013 wurden die entsprechenden Portale von Tamedia, die 2005 gegründete «piazza.ch», und von Schibsted, das 2010 gegründete «tutti.ch», unter dem Namen «tutti.ch» zusammengelegt. Tamedia übernahm dabei 50 % des bisherigen Herausgebers von «tutti.ch», Schibsted Classified Media Switzerland AG, und Schibsted im Gegenzug 50 % des 1997 gegründeten und 2011 vollständig von Tamedia übernommenen «car4you.ch», des Anzeigenportals für Fahrzeuge.
Anfang 2013 übernahm 20 Minuten AG von den Medienhäusern Metro International S.A., A-Pressen und JP/Politikens Hus 100 % der MetroXpress A/S, die die kostenlose dänische Pendlerzeitung Metroxpress sowie das dazugehörige Nachrichtenportal betreibt. Mitübernommen wurde deren 60-%-Tochtergesellschaft Soundvenue A/S.
Im August 2020 wurde in Zusammenarbeit mit der Coopzeitung die «Coopzeitung Weekend» lanciert, die jeweils freitags in der Bundmitte von 20 Minuten erscheint.

### Kontroversen
Zum 25-jährigen Jubiläum im Jahr 2024 druckte 20 Minuten eine Sonderausgabe, die an 3,26 Millionen Deutschschweizer Haushalte verteilt wurde. Auf einer Seite kamen neun Porträtbilder und Aussagen von Lesern vor, die kurz formulierten, warum sie 20 Minuten lesen. Zwei der neun Personen waren keine echte Personen, beide Bilder und ein Statement waren KI-generiert. Die Chefredaktion entschuldigte sich für die Aktion zweier Redaktoren, von der sie nichts gewusst habe und der fundamental gegen die publizistischen Leitlinien verstosse.

### Einstellung der gedruckten Ausgabe Ende 2025
Am 17. Juni 2025 kündigte der Verlag an, die gedruckte Fassung auf Ende 2025 einzustellen. Durch die Einstellung sollen über 80 Vollzeitstellen abgebaut werden. Die Regionalbüros Basel, Genf, Luzern und St. Gallen werden geschlossen. Das Unternehmen wollte prüfen, ob und wie das Boxen-Distributionsnetz weiter genutzt werden könnte.

## 20 minutes
20 minutes wurde am 8. März 2006 von Tamedia lanciert, nachdem Edipresse eine Minderheitsbeteiligung daran abgelehnt und stattdessen am 31. Oktober 2005 die eigene Pendlerzeitung Le Matin Bleu herausgegeben hatte. 2009, nach der Übernahme des Schweizer Geschäfts von Edipresse durch Tamedia, wurde Le Matin Bleu eingestellt. 20 minutes beschäftigt rund 40 Mitarbeiter, davon 30 in der Redaktion. Die Zentralredaktion befindet sich in Lausanne, Chefredaktor ist seit Erscheinen der Zeitung Philippe Favre.
20 minutes hat eine WEMF-beglaubigte Auflage von 137'190 (Vj. 134'20) Exemplaren und eine Reichweite von 355'000 (Vj. 355'000) Lesern. Es gibt zwei regionale Ausgaben, Genf und Lausanne (2020 während der COVID-19-Pandemie kurzzeitig eingestellt). Wie alle gedruckten Tageszeitungen muss 20 minutes seit einigen Jahren eine sinkende Auflage hinnehmen. Die verbreitete Auflage fiel seit 2008 um 84'370 von 221'560 auf 137'190 Exemplare, das ist ein Minus von 38,08 %. Besonders stark fiel die Auflage 2021 aufgrund der COVID-19-Pandemie, seither stieg sie wieder leicht.

Entwicklung der verbreiteten Auflage nach WEMF-Auflagebulletins
Das Online-Konzept entspricht weitgehend dem von 20min.ch. 20minutes.ch (mittlerweile 20min.ch/fr) wurde am 8. März 2006 aufgeschaltet. Es erreichte 2021 456'000 (Vj. 333'000) Unique Users/Tag.
Anfang 2018 wurden die Redaktionen der 20 minutes und des defizitären, ebenfalls von Tamedia herausgegebenen Le Matin zusammengelegt und von den beiden Chefredaktoren, Philippe Favre und Grégoire Nappey, gemeinsam geführt. Die Zusammenlegung führte zu einem Abbau von sechs Stellen, darunter vier Journalisten. Die zusammengelegte Redaktion bezieht ausserdem seither den überregionalen Sport von der neuen Tamedia-Mantelredaktion unter Ariane Dayer (die weiterhin Chefredaktorin von Le Matin Dimanche ist) und betreibt neu auch den Newsexpress, der alle französischsprachigen Newsportale von Tamedia mit Breaking News, kurzen Agentur-Meldungen, Bildstrecken sowie Live-Tickern versorgt. Am 21. Juli 2018 wurde die Print-Ausgabe von Le Matin eingestellt. Grégoire Nappey verliess das Unternehmen, neuer Chefredaktor von Le Matin Online ist Laurent Siebenmann.

## 20 minuti
Am 14. September 2011 lancierte Tamedia in einem Joint Venture zusammen mit laRegione die italienische Ausgabe 20 minuti.
20 minuti hat eine WEMF-beglaubigte Auflage von 23'733 (Vj. 25'512) Exemplaren und eine Reichweite von 66'000 (Vj. 66'000) Lesern. Die Redaktion befindet sich in Lugano-Breganzona. Die Zeitung beschäftigt 12 Mitarbeiter in der Redaktion, leitender Redaktor ist seit September 2014 Sal Feo.
Den Online-Bereich betreibt 20 minuti seit dem 14. September 2011 zusammen mit der bereits vor ihrer Gründung bestehenden Newsplattform tio.ch, die von der TicinOnline SA betrieben wird. tio.ch ist auch unter 20minuti.ch erreichbar; das Logo von 20 minuti wurde dort integriert. tio.ch/20minuti.ch erreichte 2021 188'000 (Vj. 102'000) Unique Users/Tag.

## Andere Zeitungen mit den Namen20 Minuten / 20 minutes / 20 minutos
Schibsted beteiligte sich 2001 an dem spanischen Unternehmen Multiprensa y Más, das in Madrid und Barcelona je eine Gratiszeitung herausgab. Später übernahm sie die Firma ganz und benannte die Zeitungen in 20 minutos um. In Frankreich gibt Schibsted seit 2002 in einem Joint Venture mit SIPA Ouest-France, dem Herausgeber der Zeitung Sud-Ouest, eine Gratiszeitung unter dem Namen 20 minutes heraus; 2016 verkaufte Schibsted jedoch seinen Anteil an den Joint-Venture-Partner. Ende 1999 lancierte Schibsted eine Gratiszeitung unter dem Namen 20 Minuten Köln auch in Köln. Diese wurde aber Mitte 2001 – nach einer heftigen Abwehrschlacht durch die Kölner Medien – wieder eingestellt (→ Kölner Zeitungskrieg). Nach diesem verlorenen Verdrängungskampf stornierte Schibsted die Ausbaupläne für Deutschland und Österreich.